# I-n-Belbel
A cidade de I-n-Belbel fica na Argélia, na região de Adrar.